# Flying Blue
Flying Blue — програма, створена 6 червня 2005 року компаніями Air France і KLM в результаті об'єднання їх програм для часто літаючих пасажирів Frequence Plus і Flying Dutchman.
З 1 вересня 2007 року Flying Blue стала також бонусною програмою авіакомпаній
Air Europa і Kenya Airways, які з цієї дати стали з'являтися асоційованими членами альянсу SkyTeam (у даний момент - постійні члени). C 2011 Flying Blue є також бонусною програмою авіакомпаній Tarom і Aircalin.
Учасники програми Flying Blue можуть заробляти і витрачати милі на рейсах Air France, KLM, Air Europe і Kenya Airways, Tarom, Aircalin, інших авіакомпаній-учасниць альянсу SkyTeam, а також низки авіакомпаній, що не входять в альянс. Також милі можна отримувати за користування послугами інших партнерів — готелів, фірм з прокату автомобілів, страхових компаній онлайн магазинів, оплату товарів певними кредитними картами. Неавіаційні партнери також надають свої послуги в обмін на милі, але по співвідношенню витрат миль і грошової вартості авіаквитки є найвигіднішим типом премії, як і у всіх бонусних програм авіакомпаній.

## Аэроперевізники, учасники програми Flying Blue

### АльянсSkyTeam
- Air France
- KLM (Royal Dutch Airlines)
- Alitalia
- Korean Air
- Аерофлот
- AeroMexico
- Czech Airlines
- Northwest Airlines
- Delta Air Lines
- China Southern Airlines
- Kenya Airways
- Air Europa
- Tarom
- Vietnam Airlines
- China Eastern (очікується у 2011 році)[1]
- Shanghai Airlines (очікується у 2011 році)
- Garuda Indonesia (очікується в 2012 році)
- Saudi Arabian Airlines (очікується в 2012 році)
- Middle East Airlines (очікується в 2012 році)
- Aerolíneas Argentinas (очікується в 2012 році)

### Інші авіалінії
- Alaska Airlines
- Aircalin
- Airlinair
- Avianca
- Bangkok Airways
- CityJet
- CCM Airlines
- Comair
- Japan Airlines
- Jet Airways
- Kingfisher Airlines
- Malaysia Airlines
- Middle East Airlines
- Qantas
- TAAG Angola Airlines
- TAROM
- Twin Jet
- Ukraine International Airlines

## Підтримка
Розділи про програму Flying Blue присутні на сайтах www.airfrance.com [Архівовано 14 жовтня 2007 у Wayback Machine.] та інших сайтах Air France, www.klm.com [Архівовано 5 листопада 2019 у Wayback Machine.], www.aircalin.com [Архівовано 15 травня 2011 у Wayback Machine.], www.tarom.ro [Архівовано 16 липня 2011 у Wayback Machine.]. Там можна отримати повну інформацію про умови програми, партнерів, і стан рахунку учасника, а також заповнити онлайн форму для відновлення неврахованого польоту.
На російськомовному сайті www.airfrance.ru [Архівовано 16 червня 2020 у Wayback Machine.] у розділі про програму переведені на російську лише заголовки посилань, які наводять на англомовні сторінки. Також на англійську розділ призводить вибір Росії на сайті www.flyinbluenews.com З усіх питань функціонування програми російським учасникам необхідно звертатися в об'єднане представництво компаній Air France та KLM в Москві.

## Принцип роботи
Учасники Flying Blue отримують кваліфікаційні милі (англ. Level Miles, фр. Miles-Statut) і преміальні милі (англ. Award Miles або фр. Miles Prime). Перші можна отримати тільки за польоти авіакомпаніями-членами SkyTeam або за користування спільної кредитною карткою Air France-KLM-American Express Gold. Преміальні милі отримують за польоти, користування послугами інших партнерів, а також в рамках спеціальних пропозицій.
І ті, і інші милі можна використовувати для одержання премій.
Преміальні милі нараховуються паралельно з кваліфікаційними. Розмір нарахувань залежить від відстані і тарифу. Деякі найдешевші тарифи авіакомпаній-партнерів можуть бути виключені з нарахування. Після перегляду умов нарахування миль з 1 квітня 2009 року за дешевими тарифами їх стали нараховувати менше, а з високим — трохи більше.
На рейсах усередині Франції нарахування фіксовані по групах тарифів, від 125 миль найдешевші, до 1000 миль за тарифи без обмежень.
На міжнародних рейсах за квитки економічного класу нараховуються 25-100 відсотків від відстані в милях. На європейських лініях (у тому числі на Росію) пасажири покращеного економічного класу (є тільки у Air France) і бізнес-класу (Air France і KLM) отримують 200 відсотків від відстані, на далекомагістральних рейсах нарахування в бізнес-класі складуть 125-175 відсотків (в залежності від тарифу), у першому класі — 300 відсотків.
На рейсах Air Europe можна отримати до 200 відсотків миль за найдорожчі тарифи як економічного, так і бізнес-класу на європейських рейсах, і не більше 150 відсотків — за бізнес-клас на далекомагістральних напрямках.
Преміальні милі незалежно від їх походження можна витратити на безкоштовний квиток або ж на іншу премію, надається компанією-партнером.
До 1 квітня 2009 року милі залишалися на рахунку учасника протягом 36 місяців з моменту останнього нарахування за політ. У квітні 2009 року цей термін був скорочений для учасників рівня Ivory (тобто початкового рівня) до 20 місяців.

### Рівні учасників, бонуси
Кваліфікаційні милі використовуються для визначення статусу учасника. Всі учасники при вступі отримують картку рівня Ivory. При наборі певної кількості кваліфікаційних миль протягом року учасник отримує картку більш високого рівня.
| Рівень   | Необхідні милі для учасником з адресою у Франції | Необхідні милі для нерезидентів Франції |
| -------- | ------------------------------------------------ | --------------------------------------- |
| Ivory    | 0                                                | 0                                       |
| Silver   | 30 000                                           | 25 000                                  |
| Gold     | 60 000                                           | 40 000                                  |
| Platinum | 90 000                                           | 70 000                                  |

Також статус можна отримати за певну кількість польотів, що підлягають нарахуванню миль: 15, 30 і 60 для Silver, Gold і Platinum відповідно.
Такі ж умови потрібні для підтвердження статусу на наступний рік. Проте навіть у тому випадку, коли учасник не набрав жодного кваліфікаційної милі, на наступний рік його знижують тільки на один щабель — Platinum до Gold, Gold до
Silver.

### Переваги елітних учасників
Стандартної привілеєм елітних рівнів є пріоритет в різноманітних списках очікування, а також першочерговість апгрейда у разі, якщо в салоні економічного класу не вистачає місць.
Всі елітні рівні отримують можливість провезти безкоштовний багаж понад встановленої норми, додаткові «Елітні» преміальні милі за польоти понад стандартний нарахування, пріоритет в листах очікування, а для найбільш високих рівнів — Gold і Platinum ще і можливість доступу в спеціальні зали очікування (лаунджам) навіть при польоті економічним класом. Рівень Silver забезпечує в авіакомпаніях-членах SkyTeam привілеї рівня Elite, а Platinum — рівня Elite Plus. Привілеї володарів картки Flying Blue Gold залежать від місця їх постійного проживання: для учасників-резидентів США та Мексики Gold є картою рівня Elite, в той час як учасники, які проживають в інших країнах, відносяться до більш високого рівня Elite Plus.
За правилами SkyTeam доступ в лаунджі повинен бути забезпечений тільки учасникам рівня Elite Plus при польоті міжнародним рейсом авіакомпанії-члена SkyTeam. Під це правило підпадають і внутрішні рейси при стыковках з міжнародними. Як правило, учасник Flying Blue Gold або Platinum не тільки може зайти в лаундж сам, але і запросити ще одного пасажира, вилітає тим же рейсом. Хоча деякі американські авіакомпанії обмежують цей привілей. В аеропортах Парижа (Шарль-де-Голль) і Амстердама учасник Flying Blue рівнів Gold і Platinum можуть запросити в лаундж необмежену кількість гостей, але за другого і подальших гостей вони повинні заплатити за 35 євро.
Також в цих аеропортах може отримати доступ до лаундж та учасник рівня Silver, але він вже повинен буде заплатити за себе, також 35 євро.
Останнім часом у зв'язку з жорсткість умов для пасажирів економічного класу учасники елітних рівнів з'являються додаткові привілеї. Наприклад, можливість попереднього вибору місця в салоні без доплати за місця з збільшеним простором, а також можливість бронювати преміальні квитки на спеціальних умовах у тому числі в перший клас.
| Привілей         | Silver                                                               | Gold                         | Platinum                     |
| ---------------- | -------------------------------------------------------------------- | ---------------------------- | ---------------------------- |
| Елітні милі      | 25 %                                                                 | 50 %                         | 100 %                        |
| Додатковий багаж | 5 кг                                                                 | 10 кг                        | 20 кг                        |
| Доступ до лаундж | Тільки в аеропортах Париж-Шарль-де-Голль і Амстердам-Схіпхол, EUR 35 | Безкоштовно, плюс один гість | Безкоштовно, плюс один гість |